# Breeding Death
Breeding Death är en EP av det svenska death metal bandet Bloodbath, som utgavs 2000. Detta var bandets första skivsläpp. Albumet återutgavs 2006 med ny layout, förändrad omslagsdesign, komplett lyrik och två bonuslåtar: "Breeding Death" (demo) och "Ominous Bloodvomit" (demo).

## Låtförteckning
1. "Breeding Death" - 04:25
2. "Omnious Bloodvomit" - 03:46
3. "Furnace Funeral" - 05:03

## Banduppsättning
- Dan Swanö - trummor, keyboard, musikproducent, ljudtekniker
- Mikael Åkerfeldt - gitarr, sång, lyrik
- Anders "Blakkheim" Nyström - gitarr
- Jonas Renkse - bas, lyrik

### Övriga medverkande
- Åsa Swanö - foto
- Axel Hermann - omslagsdesign, layout